# Synaptula hydriformis
Synaptula hydriformis är en sjögurkeart som först beskrevs av Charles Alexandre Lesueur 1824.  Synaptula hydriformis ingår i släktet Synaptula och familjen masksjögurkor. Inga underarter finns listade i Catalogue of Life.